# Англоафриканцы
Англоафрика́нцы (англ. Anglo-African) — собирательное название англоязычных белых колонистов и их потомков, селившихся в британских африканских владениях в XIX — первой половине XX века. Среди англоафриканцев несомненно преобладали англичане, хотя заметны были шотландцы и ирландцы, позднее и другие европейцы (итальянцы, литовцы и др.). На африканском континенте в пределах британских владений наблюдалась постепенная консолидация этих национальностей в единый класс правящей белой элиты, хотя в некоторых регионах заметно было и так называемое сословие белых фермеров. На пике своего присутствия в Африке число англо-африканцев достигало 4 миллионов человек, включая военные подразделения, расквартированные в Африке. До 1990 года англоафриканская группа сохранялась в значительном количестве лишь в ЮАР и составляла около 1,8 миллионов человек (4 % населения страны или 39 % белого населения ЮАР, проживая в основном в крупных городах на юге страны; эти цифры исключают 0,2 миллиона недавних британских экспатриантов). После получения независимости большинство англоафриканцев предпочли репатриацию в Великобританию. Временные исключения составили Родезия, где белое правительство сохранялось до 1980 года и ЮАР, где режим апартеида продержался до начала 1990-х годов (К началу 2016 года в ЮАР осталось 1,3 миллиона англоафриканцев).

## История

Британец шотландского происхождения Давид Ливингстон

Первые английские поселенцы (в основном военные администраторы) появились на африканском континенте после 1806 года, когда под контроль британцев окончательно перешла Капская колония, до этого контролировавшаяся голландцами и африканерами, с которыми тут же начались трения на национально-языковой почве. Первый массовый наплыв гражданских поселенцев из Британии пришёлся на период первой золотой лихорадки в ЮАР в 1840-х годах. Поток иммигрантов постепенно нарастал по мере продвижения британцев вглубь Африки (см. Колониальный раздел Африки, исследователи — Сесиль Родс и Давид Ливингстон). Однако, британцы, как и другие европейцы, избегали селиться в жарких экваториальных регионах, предпочитая периферийные области с более умеренным климатом по краям африканского континента (современные Кения, Намибия, Зимбабве, ЮАР). Кроме того, наибольшее предпочтение отдавалось регионам с минимальной долей негритянского населения. Там же где оно было значительно, белые англо-африканцы воздвигали целый ряд административных мер по поддержанию сегрегации, чем значительно отличались от португальских, испанских, итальянских и французских колоний в Африке (т. н. Латинская Африка).